# Xã Manor, Quận Lancaster, Pennsylvania
Xã Manor (tiếng Anh: Manor Township) là một xã thuộc quận Lancaster, tiểu bang Pennsylvania, Hoa Kỳ. Năm 2010, dân số của xã này là 19.612 người.